# Kup Maršala Tita 1952
La Kup Maršala Tita 1952 fu la 6ª edizione della Coppa di Jugoslavia. Più di mille squadre parteciparono alle qualificazioni gestite dalle federazioni repubblicane (primavera ed estate 1952); per la fase finale, gestita dalla FSJ, le squadre ammesse furono 32 e si disputò dal 24 agosto al 29 novembre 1952.
Ci furono alcune novità:

venne introdotto il sorteggio libero per determinare gli abbinamenti, togliendo il titolo di "teste di serie" a Dinamo, Hajduk, Stella Rossa e Partizan, che così poterono incrociarsi anche nei primi turni,

vennero introdotti i tiri di rigore per determinare la squadra vincitrice dopo i tempi supplementari terminati in parità,

le finali sarebbero state in gara unica e non più ad andata e ritorno.
Il detentore era la Dinamo Zagabria, che in questa edizione uscì ai sedicesimi di finale.
Il trofeo fu vinto dal Partizan, che sconfisse in finale la Stella Rossa. Per i bianconeri fu il secondo titolo in questa competizione.
La Stella Rossa, vincitrice del campionato, fu sconfitta in finale.

## Qualificazioni
```
Queste alcune delle partite della coppa di 
Voivodina
:
[
6
]

C. zvezda Vojv. Stepa - Proleter Zrenjanin 1-3
Šesti oktobar Kikinda - Proleter Zrenjanin 0-3
Kristal Zrenjanin - Proleter Zrenjanin     0-3
```

### Trentaduesimi di finale
| Squadra 1               | Risultato             | Squadra 2              |                                                                         |
| ----------------------- | --------------------- | ---------------------- | ----------------------------------------------------------------------- |
| (2) Radnički Kragujevac | 1 – 1 (dts) (4-5 dtr) | Partizan (1)           | partizanopedia.rs                                                       |
| (2) Dubočica Leskovac   | 0 – 4                 | Stella Rossa (1)       | redstarbelgrade.rs Archiviato il 26 settembre 2021 in Internet Archive. |
| (x) Slavija Kovačica    | 2 – 5                 | Proleter Zrenjanin (2) | fsgzrenjanin.com                                                        |

## Squadre qualificate

### Calendario
| Turno                | Gare       | Date             | Numero gare | Riduzione squadre |
| -------------------- | ---------- | ---------------- | ----------- | ----------------- |
| Sedicesimi di finale | Gara unica | 24 agosto 1952   | 16          | 32 → 16           |
| Ottavi di finale     | Gara unica | 7 settembre 1952 | 8           | 16 → 8            |
| Quarti di finale     | Gara unica | 5 ottobre 1952   | 4           | 8 → 4             |
| Semifinali           | Gara unica | 2 novembre 1952  | 2           | 4 → 2             |
| Finale               | Gara unica | 29 novembre 1952 | 1           | 2 → 1             |

## Sedicesimi di finale
| Squadra 1               | Risultato             | Squadra 2                     |
| ----------------------- | --------------------- | ----------------------------- |
| 24 agosto 1952          |                       |                               |
| (2) Borac Banja Luka    | 4 – 2                 | NK Zagabria (1)               |
| (1) Dinamo Zagabria     | 2 – 3                 | Odred (2)                     |
| (1) Hajduk Spalato      | 4 – 2                 | Lokomotiva Zagabria (1)       |
| (3) Jedinstvo Čakovec   | 3 – 1                 | Proleter Zrenjanin (2)        |
| (2) Kvarner             | 0 – 0 (dts) (4-3 dtr) | Proleter Osijek (2)           |
| (2) Lovćen              | 2 – 0                 | Srem (3)                      |
| (2) Metalac Zagabria    | 0 – 2                 | Sarajevo (1)                  |
| (1) Partizan            | 2 – 1                 | BSK Belgrado (1)              |
| (3) Proleter Ravno Selo | 3 – 2 (dts)           | Guarnigione JNA Skopje (x)    |
| (3) Radnički Kikinda    | 0 – 4                 | Velež Mostar (1)              |
| (2) Radnički Niš        | 7 – 1                 | Mesarski Zagabria (3)         |
| (2) Radnički Sombor     | 1 – 3                 | Stella Rossa (1)              |
| (2) Slavija Belgrado    | 4 – 5 (dts)           | Guarnigione JNA Požarevac (x) |
| (3) Sloboda Đakovo      | 1 – 3 (dts)           | Jedinstvo Zemun (2)           |
| (3) Solin               | 0 – 1 (dts)           | Rudar Trbovlje (2)            |
| (1) Vojvodina           | 2 – 0                 | Vardar (1)                    |

## Ottavi di finale
| Squadra 1                     | Risultato | Squadra 2               |
| ----------------------------- | --------- | ----------------------- |
| 7 settembre 1952              |           |                         |
| (1) Sarajevo                  | 7 – 0     | Jedinstvo Čakovec (3)   |
| (x) Guarnigione JNA Požarevac | 3 – 2     | Odred (2)               |
| (1) Hajduk Spalato            | 3 – 1     | Borac Banja Luka (2)    |
| (2) Jedinstvo Zemun           | 1 – 2     | Proleter Ravno Selo (3) |
| (2) Kvarner                   | 1 – 0     | Vojvodina (1)           |
| (2) Lovćen                    | 0 – 3     | Partizan (1)            |
| (2) Rudar Trbovlje            | 2 – 3     | Radnički Niš (2)        |
| (1) Velež Mostar              | 1 – 3     | Stella Rossa (1)        |

## Quarti di finale
Ci fu una grande sorpresa nella gara fra Partizan e Hajduk, andate ai tempi supplementari dopo lo 0-0 dei 90 minuti regolamentari. Nonostante avessero un portiere come Vladimir Beara, gli ospiti hanno ceduto e subito 5 reti nei 30 minuti. I marcatori furono: Valok al 96', Bobek al 99', Zebec al 108', Herceg al 112' ed al 115'.
| Squadra 1                     | Risultato   | Squadra 2          |
| ----------------------------- | ----------- | ------------------ |
| 5 ottobre 1952                |             |                    |
| (1) Stella Rossa              | 8 – 1       | Kvarner (2)        |
| (x) Guarnigione JNA Požarevac | 2 – 3       | Sarajevo (1)       |
| (1) Partizan                  | 5 – 0 (dts) | Hajduk Spalato (1) |
| (3) Proleter Ravno Selo       | 2 – 6       | Radnički Niš (2)   |

## Semifinali
| Squadra 1        | Risultato | Squadra 2        |
| ---------------- | --------- | ---------------- |
| 2 novembre 1952  |           |                  |
| (1) Sarajevo     | 2 – 6     | Stella Rossa (1) |
| (2) Radnički Niš | 1 – 4     | Partizan (1)     |

## Finale
| Arbitro: | V. Stefanović (Belgrado) |

|                                                         |           |  |
| Valok 13’, 35’ Zebec 25’, 49’ Bobek 80’ Veselinović 85’ | Marcatori |  |

| PARTIZAN:      |  |                        |  |
|                |  |                        |  |
| P              |  | Slavko Stojanović      |  |
|                |  | Bruno Belin            |  |
|                |  | Ratko Čolić            |  |
|                |  | Zlatko Čajkovski       |  |
|                |  | Vojo Stefanović        |  |
|                |  | Miodrag Jovanović      |  |
|                |  | Marko Valok            |  |
|                |  | Todor Veselinović      |  |
|                |  | Stjepan Bobek          |  |
|                |  | Aleksandar Atanacković |  |
|                |  | Branko Zebec           |  |
| Allenatore:    |  |                        |  |
| Antun Pogačnik |  |                        |  |

| STELLA ROSSA:     |  |                         |  |
|                   |  |                         |  |
| P                 |  | Srboljub Krivokuća      |  |
|                   |  | Branko Stanković        |  |
|                   |  | Miljan Zeković          |  |
|                   |  | Siniša Zlatković        |  |
|                   |  | Milorad Diskić          |  |
|                   |  | Predrag Đajić           |  |
|                   |  | Kosta Tomašević         |  |
|                   |  | Rajko Mitić             |  |
|                   |  | Tihomir Ognjanov        |  |
|                   |  | Todor Živanović         |  |
|                   |  | Branislav Vukosavljević |  |
| Allenatore:       |  |                         |  |
| Branislav Sekulić |  |                         |  |